# Irina Alexandrowna Antonowa

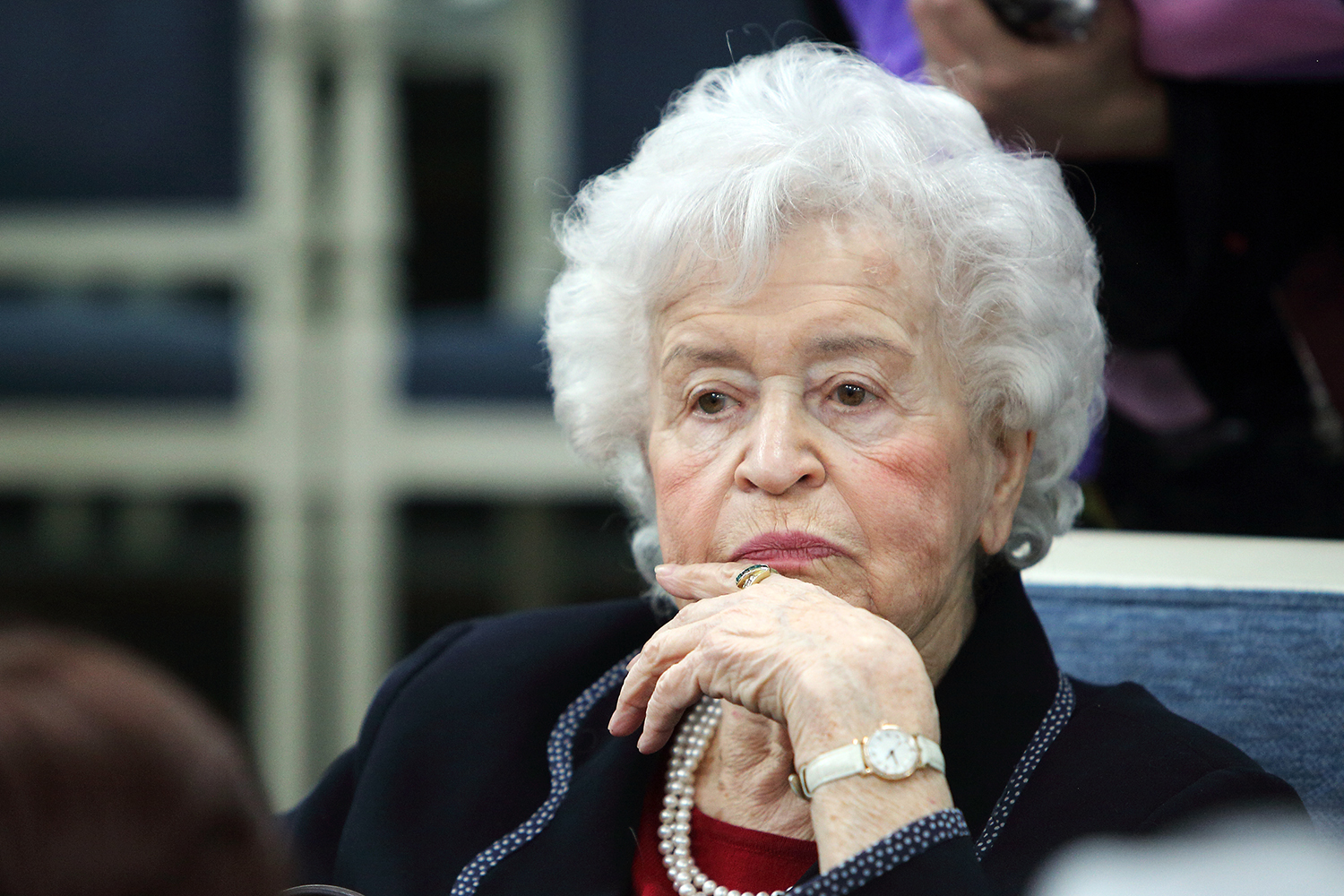
Irina Antonowa (2014)

Irina Alexandrowna Antonowa (russisch Ирина Александровна Антонова; * 20. März 1922 in Moskau; † 30. November 2020 ebenda) war eine russische Kunsthistorikerin. Von 1961 bis 2013 war sie Direktorin und ab 2013 Präsidentin des Moskauer Puschkin-Museums.

## Leben
Irina Antonowa studierte an der Lomonossow-Universität Moskau unter Boris Wipper und machte 1945 ihren Abschluss. Daneben wurde sie während des Zweiten Weltkriegs als Krankenschwester ausgebildet und arbeitete im Krankenhaus. Danach fing sie als Angestellte im Puschkin-Museum zu arbeiten an. Dort wurde sie beim Ausladen der aus Deutschland ankommenden Beutekunst eingesetzt. So half sie auch beim Auspacken und Inventarisieren des Priamosschatzes und der Sammlung der Dresdener Gemäldegalerie Alter Meister. Letztere wurde restauriert und am 3. Juni 1956 nach Dresden zurückgegeben.
1961 wurde Antonowa von Nikita Chruschtschow zur Direktorin des Museums berufen. In dieser Position begründete sie 1981 das Musikfestival Swjatoslaw Richter’s December Nights, das jährlich abgehalten wird. Antonowa hielt die Existenz des Goldes von Troja und anderer „Trophäenkunst“ in ihrem Museum lange Zeit geheim und reagierte wütend auf betreffende Veröffentlichungen Ende der 1980er und zu Beginn der 1990er Jahre. Sie lehnte die Rückgabe der Kulturschätze ab und sprach in diesem Zusammenhang davon, dass es keine Ansprüche mehr gebe. In einer auf 3sat und im ZDF ausgestrahlten Fernsehdokumentation mit dem Titel Die verlorenen Schätze der Museumsinsel gab Irina Antonowa auf die Frage, warum sie so lange zu den Beutekunstdepots geschwiegen habe, die Antwort: „Ihr Journalisten habt mich doch nicht ein einziges Mal gefragt!“ Trotz ihrer rigiden Haltung zur Rückführung der Kulturgüter machte sie viele der Objekte in Ausstellungen wieder der Öffentlichkeit zugänglich. Am 1. Juli 2013 gab sie das Direktorenamt an Marina Loschak ab und übernahm den neu geschaffenen Posten der Präsidentin des Puschkin-Museums.
Nach Expertenmeinung beeinflusste sie die Kulturpolitik der Parteiführung nicht nur nach innen, sondern auch in den auswärtigen Beziehungen.
Antonowa war mit dem Kunsthistoriker Jewsei Iossifowitsch Rotenberg verheiratet. Sie starb im Alter von 98 Jahren in Moskau während der COVID-19-Pandemie an den Folgen einer SARS-CoV-2-Infektion.

## Auszeichnungen
- Verdienstorden für das Vaterland III. Klasse (1997)
- Verdienstorden für das Vaterland II. Klasse (2002)
- Verdienstorden für das Vaterland I. Klasse (2007)
- Verdienstorden für das Vaterland IV. Klasse (2012)
- Orden der Oktoberrevolution
- Orden des Roten Banners der Arbeit
- Ordre des Arts et des Lettres
- Komtur der Ehrenlegion
- Verdienstorden der Italienischen Republik (2000)